# Línea 571 (Mar del Plata)

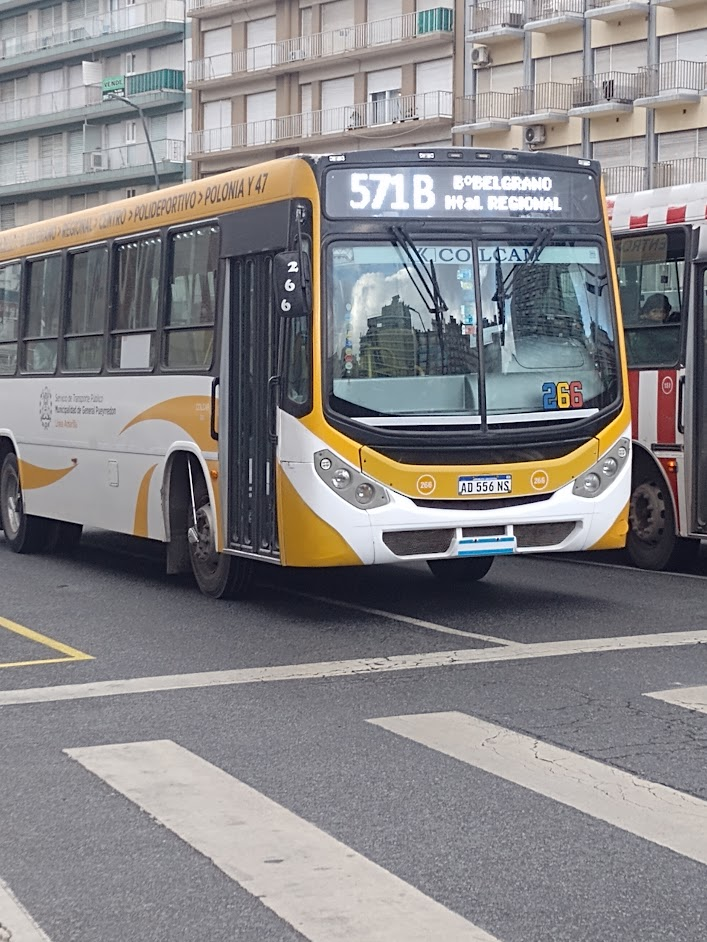
Línea 571 B.

La línea 571 es una línea de colectivos del Partido de General Pueyrredón perteneciente a la empresa Transporte 25 de Mayo S.R.L. Esta línea se identifica con el color amarillo y aunque pertenece a Transportes 25 de Mayo las unidades circulan con el nombre Gral. Pueyrredón

## Recorrido
Haciendo Click Aquí podrán consultarse los recorridos de la Línea 571.

### Centro Casino Puerto

#### Ida
Calle 232 - Tripulantes del Fournier - Av. Carlos Gardel - Ayolas - Canesa - Av. Juan B. Justo - Av. M. Champagnat - Alvarado - Olazábal - San Lorenzo - Deán Funes - Alberti - Jujuy - Falucho - Av. Independencia - Av. Pedro Luro - Av. Patricio Peralta Ramos - Buenos Aires - Bolívar - Santiago del Estero - Alberti - Alsina - Alvarado - Bernardo de Irigoyen - Almafuerte - Leandro N. Alem - Av. Juan B. Justo - Bermejo - Magallanes - Av. De Los Pescadores - Marlin - Mariluz 2.

#### Vuelta
Av. Dorrego - Av. De Los Pescadores - 12 de Octubre - Acha - Juan B. Justo - Leandro N. Alem - Rawson - Sarmiento - Gascón - Santa Fe - Belgrano - Av. Patricio Peralta Ramos - Diagonal Alberdi Norte - Av. Independencia - Rawson - Tomas Guido - Avellaneda - Chile - Castelli - Juncal Alvarado - Av. M. Champagnat - Av. Juan B. Justo - Canesa - Ayolas - Av. Carlos Gardel - Tripulantes del Fournier - Calle 232.

### 571B

#### Ida
Calle 232 - Tripulantes del Fournier - Av. Carlos Gardel - Ayolas - Canesa - Av. Juan B. Justo - Av. M. Champagnat - Alvarado - Olazábal - San Lorenzo - Deán Funes - Alberti - Jujuy - Falucho - Av. Independencia - Av. Pedro Luro - Av. Patricio Peralta Ramos - Buenos Aires - Bolívar - Santiago del Estero - Alberti Aristóbulo del Valle- Julio Argentino Roca - Bernardo de Irigoyen - Almafuerte - Leandro N. Alem - Av. Juan B. Justo - Bermejo - Magallanes - Av. De Los Pescadores - Marlin - Mariluz 2.

#### Vuelta
Av. Dorrego - Av. De Los Pescadores - 12 de Octubre - Acha - Juan B. Justo - Leandro N. Alem - Rawson - Sarmiento - Gascón - Santa Fe - Belgrano - Av. Patricio Peralta Ramos - Diagonal Alberdi Norte - Av. Independencia - Rawson - Tomas Guido - Avellaneda - Chile - Castelli - Juncal Alvarado - Av. M. Champagnat - Av. Juan B. Justo - Canesa - Ayolas - Av. Carlos Gardel - Tripulantes del Fournier - Calle 232.